# Desmodium nicaraguense
Desmodium nicaraguense är en ärtväxtart som beskrevs av George Bentham och Oerst.. Desmodium nicaraguense ingår i släktet Desmodium och familjen ärtväxter. Inga underarter finns listade i Catalogue of Life.